# Ангельнська порода
Ангельнська порода (з 1950 року називають також англерською) — порода великої рогатої худоби молочного напрямку. Виведена на півострові Ангельн (Німеччина) на основі місцевої буро-червоної породи. Перші письмові згадки про ангельнських корів відносяться до 1600 року. В Рос. імперію її почали завозити на початку 19 ст. Тварин ангельнської породи широко використовували для схрещування з червоною степовою, білоруською, латвійською, литовською і естонською худобою. Порода була використана для отримання, зокрема, червоної данської породи і червоної польської породи.
Екстер'єр типовий для худоби молочного напряму. Масть однорідна червона різних відтінків. Середній надій молока від корови за рік 3000-3500 кг, жирномолочність 4,3 %. Середня жива маса корів 500—550 кг, бугаїв — 900—1000 кг.
В СССР у 1970-х роках ангельнська порода була найбільше поширена в Ленінградській, Новгородській, Псковській областях, а також в Удмуртській АРСР. В Україні ангельнську породу розводили у Запорізькій, Кримській, Миколаївській, Одеській, Дніпропетровській і Кіровоградській областях. Причому, в чистоті в СССР станом на 1970-і роки порода збереглася лише у окремих господарствах (колгоспах) України і Удмуртської АРСР.